# European Women's Hockey League 2017-2018
L'European Women's Hockey League 2017-2018 è la quattordicesima edizione di questo torneo per squadre femminili di club, la seconda dopo l'abbandono della denominazione Elite Women's Hockey League.

## Formula e squadre partecipanti
Il torneo si svolge tra il mese di settembre del 2017 ed il marzo del 2018. Rispetto alla stagione precedente tra le partecipanti si registra solo una novità, con la partecipazione di una nuova squadra, le danesi dello Hvidovre Ishockey Klub Fighters.
Cambia anche la formula. Ognuna delle nove squadre affronterà le altre per due volte (una in casa ed una in trasferta) nella regular season. Per una vittoria nei tempi regolamentari, la vincente riceveva tre punti; in caso di pareggio si giocava un tempo supplementare, eventualmente seguito, in caso di ulteriore parità, dai tiri di rigore: in questo caso, alla compagine vincitrice sarebbero andati due punti ed uno alla sconfitta. Viene abolito il girone di consolazione, e le prime quattro classificate disputeranno una Final Four con semifinali e finali
Come nelle stagioni precedenti, le kazake dell'Aisulu Almaty giocheranno tutti gli incontri in trasferta, così come anche le nuove arrivate dello Hvidovre.

## Regular Season
| Pos. | Squadra             | Paese             | PG | V  | VOT | POT | P  | Reti   | Pt. |
| 1.   | Vienna Sabres       | Austria           | 16 | 12 | 3   | 0   | 1  | 101:35 | 42  |
| 2.   | KMH Budapest        | Ungheria          | 16 | 13 | 1   | 0   | 2  | 86:22  | 41  |
| 3.   | EV Bozen Eagles     | Italia            | 16 | 11 | 0   | 3   | 2  | 57:40  | 36  |
| 4.   | Salisburgo Eagles   | Austria           | 16 | 6  | 4   | 1   | 5  | 58:32  | 27  |
| 5.   | Aisulu Almaty       | Kazakistan        | 16 | 7  | 1   | 1   | 7  | 37:41  | 24  |
| 6.   | SKP Bratislava      | Slovacchia        | 16 | 6  | 0   | 2   | 8  | 42:42  | 20  |
| 7.   | Hvidovre            | Danimarca         | 16 | 6  | 0   | 1   | 9  | 47:55  | 19  |
| 8.   | Neuberg Highlanders | Austria           | 16 | 1  | 0   | 2   | 13 | 21:83  | 5   |
| 9.   | SouthernStars       | Austria/ Slovenia | 16 | 0  | 1   | 0   | 15 | 18:117 | 2   |

Aggiornato al 25 febbraio 2018

## Final Four
La Final Four si è tenuta a Budapest, il 3 e 4 marzo 2018. Nelle semifinali, la squadra prima classificata nella regular season (Vienna Sabres) ha incontrato la quarta (Salisburgo Eagles), mentre la seconda classificata (le padroni di casa del KMH Budapest) hanno affrontato la terza classificata (le campionesse in carica dell'EV Bozen Eagles).

### Tabellone
|  | Semifinali        | Semifinali        | Semifinali      |                 |               | Finale            | Finale            | Finale          |  |
|  |                   |                   |                 |                 |               |                   |                   |                 |  |
|  | Vienna Sabres     | Vienna Sabres     | 8               |                 |               |                   |                   |                 |  |
|  | Vienna Sabres     | Vienna Sabres     | 8               |                 |               |                   |                   |                 |  |
|  | Salisburgo Eagles | Salisburgo Eagles | 0               |                 |               |                   |                   |                 |  |
|  | Salisburgo Eagles | Salisburgo Eagles | 0               |                 | Vienna Sabres | Vienna Sabres     | 5                 |                 |  |
|  |                   |                   |                 |                 | Vienna Sabres | Vienna Sabres     | 5                 |                 |  |
|  |                   |                   | EV Bozen Eagles | EV Bozen Eagles | 0             |                   |                   |                 |  |
|  | KMH Budapest      | KMH Budapest      | EV Bozen Eagles | EV Bozen Eagles | 0             | 3                 |                   |                 |  |
|  | KMH Budapest      | KMH Budapest      |                 |                 |               | 3                 |                   |                 |  |
|  | EV Bozen Eagles   | EV Bozen Eagles   | 4               |                 |               | Finale 3º posto   | Finale 3º posto   | Finale 3º posto |  |
|  | EV Bozen Eagles   | EV Bozen Eagles   | 4               |                 |               |                   |                   |                 |  |
|  |                   |                   |                 |                 |               |                   |                   |                 |  |
|  |                   |                   |                 |                 |               | Salisburgo Eagles | Salisburgo Eagles | 1               |  |
|  |                   |                   |                 |                 |               | Salisburgo Eagles | Salisburgo Eagles | 1               |  |
|  |                   |                   |                 |                 |               | KMH Budapest      | KMH Budapest      | 2               |  |

### Semifinali
| Budapest 3 marzo 2018, ore 16:45 | Vienna Sabres               | 8 – 1 (1:0; 3:0; 4:1) referto | Salisburgo Eagles | Tüskecsarnok (41 spett.)\| Arbitri: \| Zoltán Sós Barna Kis-Király \| |
| Arbitri:                         | Zoltán Sós Barna Kis-Király |                               |                   |                                                                       |

| Budapest 3 marzo 2018, ore 20:00 | KMH Budapest                   | 3 – 4 (0:1; 2:1; 1:2) referto | EV Bozen Eagles | Tüskecsarnok (124 spett.)\| Arbitri: \| Botond Pálkövi Zsombor Pálkövi \| |
| Arbitri:                         | Botond Pálkövi Zsombor Pálkövi |                               |                 |                                                                           |

### Finale 3º posto
| Budapest 4 marzo 2018, ore 12:30 | Salisburgo Eagles           | 2 – 1 (0:2; 1:0; 0:0) referto | KMH Budapest | Tüskecsarnok (72 spett.)\| Arbitri: \| Zoltán Sós Barna Kis-Király \| |
| Arbitri:                         | Zoltán Sós Barna Kis-Király |                               |              |                                                                       |

### Finale
| Budapest 4 marzo 2018, ore 15:45 | Vienna Sabres                | 5 – 0 (2:0; 1:0; 2:0) referto | EV Bozen Eagles | Tüskecsarnok (35 spett.)\| Arbitri: \| Dániel Rencz Zsombor Pálkövi \| |
| Arbitri:                         | Dániel Rencz Zsombor Pálkövi |                               |                 |                                                                        |

Le Vienna Sabres tornano a vincere il titolo, il sesto della loro storia.